# Estação Diego de León
Diego de Léon é uma estação da Linha 4, Linha 5 e Linha 6 do Metro de Madrid.

## História
A estação foi inaugurada em 17 de setembro de 1932, localizadas na rua Conde de Peñalver, com os acessos de Francisco Silvela e Diego de León. Até 1958 a estação fazia parte da linha 2 e até 26 de março de 1973 era o final da Linha 2.
Em 26 de fevereiro de 1970, as plataformas passaram a atender a Linha 5 e Linha 4 e em 11 de outubro de 1979, as plataformas da Linha 6 foram abertas ao público.

[